# Taylor Hayes
Dr Taylor Hayes (z domu Hamilton) – fikcyjna postać z opery mydlanej Moda na sukces. Postać występowała w latach 1990–2014, a od 2018 do 2019 roku pojawiała się gościnnie. W rolę Taylor w latach 1990–2019 wcielała się Hunter Tylo. W 1990 roku tymczasowo zastępowała ją Sherilyn Wolter. Postać powróciła do serialu w grudniu 2021 roku. Od tego momentu w postać Hayes wcielała się Krista Allen. W 2024 roku rolę przejęła Rebecca Budig.

## Charakterystyka
Z zawodu jest psychiatrą. Była związana między innymi z Ridge’em Forresterem. W serialu była uśmiercana aż trzy razy, za każdym razem okazywało się jednak, że przeżyła.